# Фішкілл (містечко, Нью-Йорк)
Фішкілл (англ. Fishkill) — місто (англ. town) в США, в окрузі Дачесс штату Нью-Йорк. Населення — 24 226 осіб (2020).

## Демографія
Згідно з переписом 2010 року, у місті мешкало 22 107 осіб у 8642 домогосподарствах у складі 5377 родин. Було 9246 помешкань
Расовий склад населення:
| - 77,0 % — білих - 10,4 % — чорних або афроамериканців - 7,7 % — азіатів - 0,2 % — корінних американців - 0,1 % — вихідців з тихоокеанських островів - 2,5 % — осіб інших рас |

До двох чи більше рас належало 2,1 %. Частка іспаномовних становила 10,9 % від усіх жителів.
За віковим діапазоном населення розподілялося таким чином: 19,7 % — особи молодші 18 років, 64,9 % — особи у віці 18—64 років, 15,4 % — особи у віці 65 років та старші. Медіана віку мешканця становила 40,8 року. На 100 осіб жіночої статі у місті припадало 103,5 чоловіків;  на 100 жінок у віці від 18 років та старших — 103,8 чоловіків також старших 18 років.
Середній дохід на одне домашнє господарство  становив 99 252 долари США (медіана — 82 946), а середній дохід на одну сім'ю — 115 797 доларів (медіана — 100 179). Медіана доходів становила 66 916 доларів для чоловіків та 58 564 долари для жінок. За межею бідності перебувало 8,8 % осіб, у тому числі 15,8 % дітей у віці до 18 років та 7,5 % осіб у віці 65 років та старших.
Цивільне працевлаштоване населення становило 10 749 осіб. Основні галузі зайнятості: освіта, охорона здоров'я та соціальна допомога — 23,1 %, науковці, спеціалісти, менеджери — 13,3 %, роздрібна торгівля — 9,8 %, мистецтво, розваги та відпочинок — 8,5 %.